# Bazoches-sur-le-Betz
Bazoches-sur-le-Betz ist eine französische Gemeinde mit 968 Einwohnern (Stand: 1. Januar 2022) im Département Loiret in der Region Centre-Val de Loire. Sie ist Teil des Kantons Courtenay im Arrondissement Montargis. Die Einwohner werden Bazochois genannt.

## Geographie
Bazoches-sur-le-Betz liegt etwa 75 Kilometer ostnordöstlich von Orléans am Betz. Umgeben wird Bazoches-sur-le-Betz von den Nachbargemeinden Jouy im Norden, Montacher-Villegardin im Nordosten, Domats im Osten und Südosten, Foucherolles im Südosten, Ervauville im Süden, Rozoy-le-Vieil im Westen und Südwesten sowie Le Bignon-Mirabeau im Westen und Nordwesten.
Durch die Gemeinde führt die Autoroute A6.

## Bevölkerungsentwicklung
| 1962                      | 1968 | 1975 | 1982 | 1990 | 1999 | 2006 | 2018 |
| ------------------------- | ---- | ---- | ---- | ---- | ---- | ---- | ---- |
| 255                       | 222  | 219  | 285  | 518  | 671  | 830  | 957  |
| Quelle: Cassini und INSEE |      |      |      |      |      |      |      |

## Sehenswürdigkeiten
- Kirche Saint-Eutrope aus dem 17. Jahrhundert

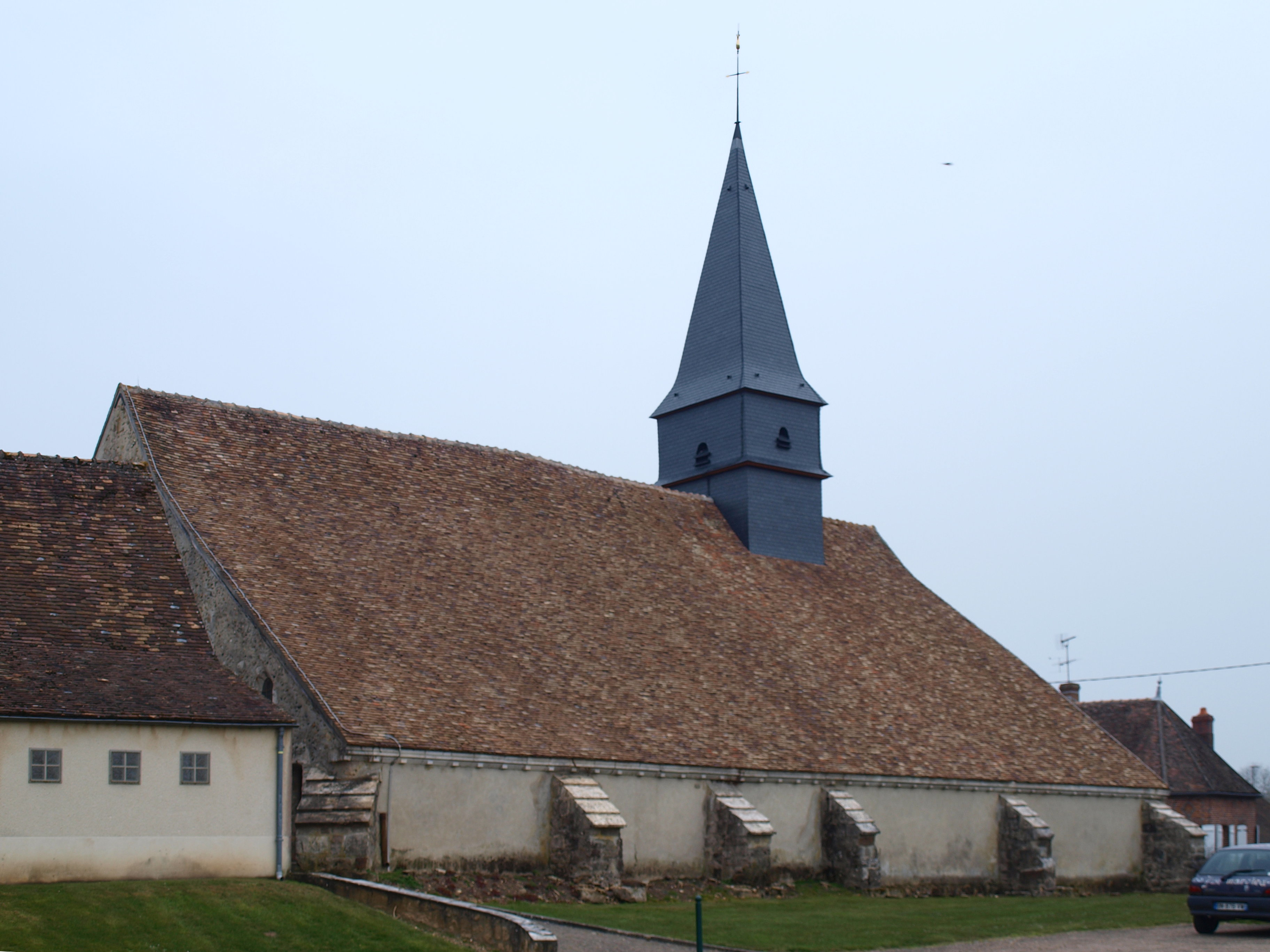
Kirche Saint-Eutrope

- Brücke über den Betz
- Schloss